# (34894) 2012 P-L
2012 P-L (asteroide 34894) é um asteroide da cintura principal. Possui uma excentricidade de 0.30460290 e uma inclinação de 8.21179º.
Este asteroide foi descoberto no dia 24 de setembro de 1960 por Cornelis Johannes van Houten e Ingrid van Houten-Groeneveld e Tom Gehrels em Palomar.